# Corte de Warren
A Corte de Warren ou Corte Warren (1953-1969) refere-se ao período em que Earl Warren (19 de março de 1891 - 9 de julho de 1974), advogado e ex-governador republicano da Califórnia, ocupou o posto de Juiz-chefe (Chief Justice) da Suprema Corte dos Estados Unidos, após sua nomeação pelo presidente Dwight D. Eisenhower (1953-1961), em 30 de setembro de 1953, seguida de confirmação pelo Senado, em 1º de março de 1954. Earl Warren permaneceu no cargo até se aposentar, aos 78 anos de idade.
A Corte de Warren entrou para a História por suas decisões que defenderam as liberdades civis e ampliaram as garantias constitucionais com base na leitura da 14ª Emenda à  Constituição dos Estados Unidos, interpretando-a de maneira que a Suprema Corte pôde não apenas dizer o que não poderia ser feito ao caso concreto, com base no controle jurisdicional negativo, mas também afirmar o que deveria ser feito, por meio do seu julgado com efeito de norma legal, que deveria ser aplicado sem distinção a todos.
O nome da Corte resulta de uma convenção que permite a periodização do funcionamento da Suprema Corte dos Estados Unidos por meio do nome do seu Juiz-chefe em exercício. Atualmente, a Suprema Corte dos Estados Unidos é presidida por John Roberts, cuja nomeação foi feita pelo ex-presidente George W. Bush (2001-2009).

## Composição da Corte
A Corte Warren teve início quando o Presidente Dwight D. Eisenhower nomeou Earl Warren, então governador da Califórnia, para substituir Fred Vinson como Presidente da Suprema Corte dos Estados Unidos. O tribunal começou com Warren e os oito membros remanescentes da Corte Vinson: Hugo Black, Stanley Forman Reed, Felix Frankfurter, William O. Douglas, Robert H. Jackson, Harold Hitz Burton, Tom C. Clark e Sherman Minton. 
Jackson faleceu em 1954, e Minton se aposentou em 1956. Eles foram substituídos por John Marshall Harlan II e William J. Brennan Jr.. Outra vaga surgiu quando Reed se aposentou, em 1957, e foi substituído por Charles Evans Whittaker. Burton se aposentou em 1958, e Eisenhower nomeou Potter Stewart em seu lugar. Quando Frankfurter e Whittaker se aposentaram, em 1962, o então presidente John F. Kennedy nomeou dois novos juízes: Byron White e Arthur Goldberg. Em 1965, o Presidente Lyndon B. Johnson incentivou Goldberg a renunciar, para se tornar Embaixador nas Nações Unidas, e nomeou Abe Fortas para o seu lugar. Clark se aposentou em 1967, e Johnson nomeou o primeiro juiz afro-americano, Thurgood Marshall, para a Suprema Corte. O período da Corte Warren terminou em 23 de junho de 1969, quando Earl Warren se aposentou e foi substituído por Warren E. Burger. Entre os membros proeminentes da Corte durante a era da Corte Warren, além do Presidente da Suprema Corte, estavam os juízes associados Brennan Jr., Douglas, Black, Frankfurter e  Harlan II. Hugo Black, William Douglas e William Brennan, liderados por Earl Warren, destacaram-se como o triunvirato que imprimiu uma marca progressista à Corte Warren, no que se refere à proteção dos direitos civis.

## Contexto Histórico
A nomeação de Earl Warren ocorreu quando os Estados Unidos viviam um clima de segregação racial e perseguição política no contexto da Guerra Fria. O medo do comunismo foi instrumentalizado por entes públicos e privados para perseguir e violar direitos humanos fundamentais.  O senador republicano Joseph McCarthy (1947-1957), o Comitê de Atividades Antiamericanas (HUAC) e o Federal Bureau of Investigation (FBI) sob a direção de J. Edgar Hoover (1935-1972) podem ser citados como agentes da repressão que contaram com o apoio de parte da população. Leis especiais e Decretos Executivos, tais como a Lei de Registro de Estrangeiros de 1940, a Lei de Controle das Atividades Subversivas de 1950, a Lei de Imigração e Nacionalidade de 1952 e o Programa de Lealdade de 1947 eram exemplos de marcos legais que permitiam invasões das liberdades democráticas.
Acrescente-se ao cenário a aplicação das leis Jim Crow, que impunham a segregação racial nos Estados do Sul no transporte público, escolas, parques, igrejas, cemitérios, teatros e restaurantes. Quando as questões raciais eram apresentadas à Suprema Corte, historicamente, as decisões eram proferidas com limitações aos casos concretos, sem força de expansão para abraçarem toda a sociedade dos Estados Unidos.

## Casos mais relevantes
Entre os casos mais relevantes em sede de direitos civis, destacam-se aqueles envolvendo negros (Caso Brown contra o Conselho de Educação de Topeka, 1954), acusados em processo criminal (Miranda v. Arizona, 1966) e mulheres (Richardson v. Frontiero, 1973), assim como no tocante ao direito de privacidade (Griswold v. Connecticut, 1965) e de interrupção da gestação (Roe v. Wade, 1973).
No caso Caso Brown contra o Conselho de Educação de Topeka, 1954, a Suprema Corte julgou inconstitucional a segregação racial em escolas públicas com base no princípio constitucional equal protection of law. No caso Griswold v. Connecticut, 1965, a Suprema Corte julgou inconstitucional a lei que proibia o uso de contraceptivos por casais casados. Em Miranda v. Arizona, 1966, A Suprema Corte decidiu que é ilegal a confissão obtida sem o prévio aviso do direito de o acusado permanecer em silêncio e à assistência a advogado. Em Richardson v. Frontiero, 1973, a Suprema Corte tornou inválidas por discriminação sexual as leis federais que exigiam que mulheres do serviço militar demonstrassem a dependência de seus cônjuges para recebimento de benefícios, posto que tal exigência não era cobrada dos homens. No caso Roe v. Wade, 1973, a Suprema Corte decidiu com base na 14ª Emenda que a mulher poderia decidir por si mesma dar continuidade ou não à gravidez.

## Importância da Corte
Sob o comando de Earl Warren, as decisões proferidas pela Corte Americana apresentaram um imenso ativismo de cunho liberal, que confirmou e expandiu princípios fundamentais da democracia estadunidense, revolucionando o Direito Constitucional diante da inércia dos poderes Legislativo e Executivo.
A interpretação dos princípios constitucionais de maneira a promover a igualdade formal, a nacionalização das liberdades civis e a equidade do processo democrático fez da Corte de Warren um momento de superação do ativismo judicial de natureza conservadora. As decisões progressistas proferidas pela Corte de Warren impactaram a sociedade norte-americana e influenciaram outros sistemas jurídicos no mundo.